# Чанов, Вячеслав Викторович
Вячеслав Викторович Чанов (23 октября 1951, Москва, СССР) — советский футболист, вратарь, российский тренер.

## Биография
Старший сын известного вратаря ЦДСА и «Шахтёра» (Сталино) Виктора Гавриловича Чанова. Младший брат — советский и украинский футболист Виктор Чанов (1959—2017).
Мать Клавдия Чанова занималась лёгкой атлетикой, многоборьем. Потому вначале Вячеслав делал попытки заниматься плаванием и гимнастикой, но в итоге стал футболистом. Выступал за донецкий «Шахтёр», московское «Торпедо», бакинский «Нефтчи». Последний игровой сезон провёл в ЦСКА в 1987 году.
За сборную СССР провёл один матч — в 1984 году против команды ФРГ, в котором пропустил два мяча.
С 1988 — в Германии, выступал за команду ГСВГ, в 1990—1993 — ведущий вратарь клуба Оберлиги «Оптик».
С 1995 с перерывами работал тренером вратарей в ЦСКА. За время работы с командой воспитал и довёл до основного состава клуба и сборной таких вратарей, как Игорь Акинфеев, Владимир Габулов, Вениамин Мандрыкин.
Осенью 2014 года освобождён от должности в первой команде ЦСКА, с июля 2014 работал в клубной академии с юношами старшей возрастной группы.
С января 2017 года — тренер в тульском «Арсенале».
Вместе с Игорем Семшовым перешёл в клуб «Химик» (Новомосковск), где работал тренером вратарей.

## Достижения
- 1981 — приз «Вратарь года».
- Вице-чемпион чемпионата СССР по футболу: 1975 год.
- Бронзовый призёр чемпионата СССР по футболу: 1978 год.
- Финалист Кубка СССР по футболу (2): 1978, 1982 годов.
- До 19 июня 2008 года Вячеслав Чанов был рекордсменом в отечественном футболе по количеству отражённых пенальти (12). Сейчас по этому показателю лидирует Игорь Акинфеев (19).
- Член Клуба Льва Яшина: 130 матчей без пропущенных мячей
- Член вратарского Клуба имени Евгения Рудакова: 137 матчей без пропущенных мячей[3].
- Пятое место на чемпионате мира по пляжному футболу: 1996[4].

## Личная жизнь
От первого брака с трагически погибшей Людмилой (1955—1993) сын Вячеслав (род. 1973). От второго брака с журналисткой Ладой (род. 1966) — две дочери Арина (род. 1994) и Алиса (род. 2005).
Имеет четыре высших образования, два красных диплома:
- Институт советской торговли в Донецке по специальности бухгалтерский учёт.
- Высшая партийная школа в Москве, факультет «партийное строительство».
- Институт физкультуры.
- Донецкий государственный университет, журналист.

### Награды
- Медаль «Петра Великого».
- Знак «Шахтёрская слава».
- Почётный гражданин города Ратенов[5].